# Stuckenborstel
Stuckenborstel är en ortsteil i kommunen Sottrum i Landkreis Rotenburg i förbundslandet Niedersachsen i Tyskland. Stuckenborstel var en kommun fram till 1 mars 1974 när den uppgick i Sottrum.